# Shwan Jalal
Shwan Saman Jalal (în kurdă Şivan Saman Celal; n. 14 august 1983, Bagdad, Irak) este un fotbalist aflat sub contract cu clubul Macclesfield Town. Joacă pe postul de portar.